# Zidacos
Ne doit pas être confondu avec Cidacos.
Zidacos (Zidakos en basque) est une petite rivière d'Espagne, affluent de l'Aragon (rivière) qui traverse la zone moyenne de la Navarre.

## Géographie
Elle naît dans la montagne Alaitz, dans la partie supérieure du nord de la Vallée de Valdorba et après avoir traversé des villes comme Tafalla et Olite, aboutit à la rivière Aragon, très près de Caparroso. Dans le tronçon supérieur de son parcours, depuis sa source et jusqu'à son passage par Unzué, elle est connue comme ruisseau Artusia.
Son apport moyen annuel est de 91 hm³. Elle a comme affluents les ruisseaux Mairaga et Sánsoain. Dans le territoire municipal de Garinoain elle conflue avec la rivière Zenborrain, qui contribue en grande partie à son débit. Le ruisseau de Mairaga précédemment cité  est retenu dans sa partie supérieure, très près de Bariain, dans la commune d'Oloriz, pour former le barrage de Mairaga qui approvisionne en eau potable la Mancomunidad de Mairaga.

## Curiosité
Il existe dans la province de La Rioja une autre rivière homonyme, mais avec une graphie différente, la rivière Cidacos.